# Klara Johanson
Klara Elisabeth Johanson, född den 6 oktober 1875 i Halmstad, död den 8 oktober 1948 i Stockholm, var en svensk litteraturkritiker och essäist.
Hon skrev och översatte även under pseudonymen Huck Leber.

## Biografi
Johanson föddes i Halmstad som dotter till skräddaren Alexander Johanson och hans hustru Anna Christina. Uppväxten på Storgatan 41 återvände hon till flera gånger, bland annat genom artiklar i Föreningen Gamla Halmstads årsbok.
Hon var den första kvinnan som tog mogenhetsexamen i Halmstad 1894, och därefter började Johanson studera vid Uppsala universitet där hon tog en filosofie kandidat-examen 1897. Under åren i Uppsala var hon medlem av Göteborgs nation och skrev studentspex, bland annat succén Så fruktas en argbigga (1897) som även trycktes. Hon var medlem i Kvinnliga studentföreningen där hon träffade Lydia Wahlström och inledde ett förhållande med henne. Förhållandet bestod inte, men Wahlströms vänskap fortsatte att betyda mycket för Johanson.
Efter examen blev hon först anställd vid Krigsarkivet men från 1899 arbetade hon som redaktionssekreterare på och litteraturkritiker i Fredrika-Bremer-förbundets tidning Dagny. Jämsides var hon litteraturkritiker och krönikör i dagstidningen Stockholms Dagblad där hon stannade till 1912. Hon var en stor beundrare av Goethe; hans Den unge Werthers lidanden ansåg hon vara "romanernas roman". Andra författare som Johanson satte högt var Emily Dickinson och Søren Kierkegaard.
Hon översatte lyrik av Byron och Alfred de Musset. Men som översättare är hon kanske främst känd genom översättningen av den schweiziske poeten Henri Frédéric Amiels En drömmares dagbok. Under pseudonymen Huck Leber samlade hon historier från Halmstad och Uppsalas studentvärld i boken Oskuld och arsenik (1901). 1907 väckte hennes publicering av en nyligen bortgången prostituerads dagbok, Den undre världen: en livshistoria, stor debatt i pressen. Carina Burman har skrivit i sin biografi över Johanson om boken och om huruvida den är autentisk.
1912 flyttade Johanson ihop med kvinnan som skulle bli hennes livskamrat, Ellen Kleman, redaktör för Dagny, och hennes syster, Anna Kleman samt en tjänarinna i en lägenhet på Valhallavägen 59 i Stockholm. 1923 bytte gatan nummer till Valhallavägen 80, och efter något år flyttade Ellen Klemans syster till annan adress. 1937 flyttade Kleman och Johanson till Kungsholmen och Drottningholmsvägen 76. 
Mellan 1915 och 1920 utgav de ett urval av Fredrika Bremers brev i fyra band med en omfattande kommentar. När tidskriften Tidevarvet började publiceras bidrog Johanson med artiklar i aktuella politiska och sociala frågor.
Någon gång under 1920-talet inledde Johanson dessutom ett förhållande med skulptören Sigrid Fridman, utan att samlevnaden med Ellen Kleman tog någon större skada. Klara Johanson kom att försvara Sigrid Fridmans konst i ett flertal debatter, och den sista av hennes under livstiden utgivna böcker var ett porträtt av henne. Sigrid Fridman skapade en byst av Klara Johanson som numera återfinns på Nationalmuseum.
Efter Ellen Klemans bortgång 1943 tvingades Johanson lämna lägenheten och förlorade dessutom en del av det bibliotek hon haft gemensamt med Kleman. Hon hade vid denna tid enligt uppgift ont om pengar, men genom Blomsterfondens försorg fick hon en liten lägenhet på Rödabergsgatan i Vasastan, där hon avled 1948. Hon är begraven på Solna kyrkogård.
Klara Johanson blev några år före sin död, 1945, hedersledamot av Hallands nation vid Lunds universitet. I Halmstad hedras hon genom att ha fått ge namn åt en gata och ett gymnasium, Klaragymnasiet, samt Klarasalen på stadsbiblioteket, där det även finns en bronsstaty av henne.

## Publicerat
Klara Johanson var under flera årtionden aktiv som litteraturkritiker och hade ofta öra för det egenartade och okända; hon var en av de första svenskar som bevakade nordamerikansk litteratur. Johanson lät publicera två essäsamlingar, ”Det speglade livet” och ”Det rika stärbhuset”. Postumt kom ”Brev”, ”K.J. själv” och ”Kritik”. Alla hennes böcker utgivna med hennes egna namn har Norre Port på framsidans omslag. Som hon själv sa: ”Skulle jag koncentrera Halmstad i en representativ bild, så valde jag varken flod eller havsbukt eller slott eller kyrka: endast Norreport gav sig som den träffande symbolen.” Halmstad stad har på Storgatan ett monument för Klara, med en stol och lampa. Stolen är uppvärmd året upp.

## Bibliografi

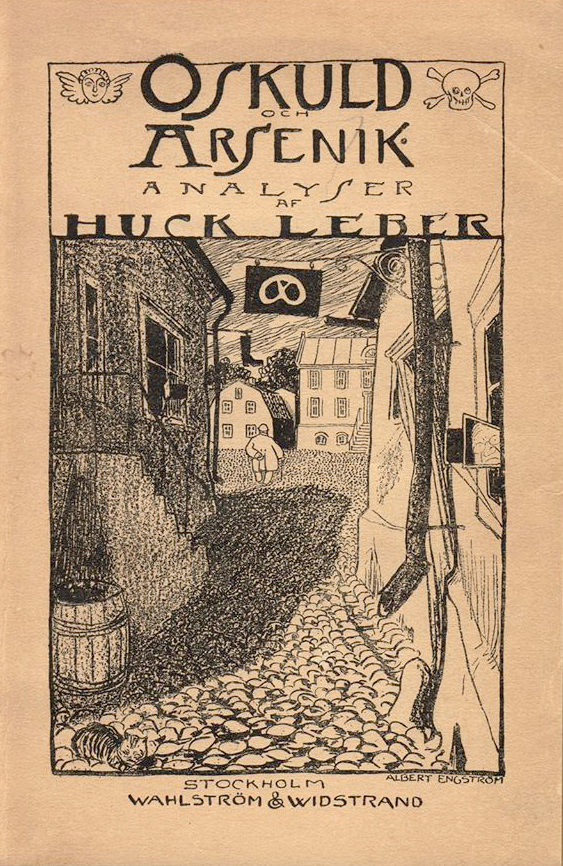
Omslaget till Oskuld och arsenik utfört av Albert Engström.

### Samlade upplagor och urval
- K. J. själv. Stockholm: Wahlström & Widstrand. 1952. Libris 1226734 - Innehåll: Fragment ur ett liv ; Ligapojken Huck Leber ; Amiel och Fredrika ; En recensents baktankar.
- Brev. Stockholm: Wahlström & Widstrand. 1953. Libris 98075
- Kritik / [utg. av Nils Afzelius]. [Skrifter]. Stockholm: Wahlström & Widstrand. 1957. Libris 366046
- Minnesbilder från Halmstad : ett urval. Halmstad: Samfundet Hallands biblioteks vänner. 1963. Libris 899561
- Klara Johanson / i urval av Torsten Ekbom. W & W-serien, 0509-5069 ; 86. Stockholm: Wahlström & Widstrand. 1965. Libris 623208
- Ur dagböckerna / urval, inledning och noter av Greger Eman. Lund: Ellerström. 1989. Libris 7758511. ISBN 91-86488-45-7
- En skapande kritiker : essäer, anmärkningar och kåserier / inledning, urval och kommentarer: Carina Burman. Lund: Ellerström. 2008. Libris 10794254. ISBN 978-91-7247-161-0
- Skenbart förspillda dagar : aforismer och dagboksanteckningar / urval: Anna Bohlin, Jonas Ellerström och Elisabeth Mansén ; inledning: Anna Bohlin ; kommentarer: Jonas Ellerström. Element ; 6. Lund: Ellerström. 2013. Libris 13592337. ISBN 978-91-7247-330-0
- Klara Johansson. Dagbok. Första delen 1912-1925. Utgiven genom Ingrid Svensson. Kungl. Samfundet för utgivande av handskrifter rörande Skandinaviens historia, 44. Stockholm 2022. ISBN 978-91-527-2069-1
- Klara Johansson. Dagbok. Andra delen 1926-1948. Utgiven genom Ingrid Svensson. Kungl. Samfundet för utgivande av handskrifter rörande Skandinaviens historia, 45. Stockholm 2022. ISBN 978-91-527-4568-7

### Översättningar
- Amiel, Henri Frédéric (1903). En drömmares dagbok (Fragments d'un journal intime). Stockholm: Wahlström & Widstrand. Libris hr9ds67hftpjhvbt. http://hdl.handle.net/2077/59301
- Ivan Bloch: Hvad kriget kostar (Bonnier, 1902)
- Benedetto Croce: Estetiskt breviarium (Wahlström & Widstrand, 1930)
- Lorentz Dietrichson: En norrmans minnen från Sverige (1901-1902)
- Knut Hamsun: Viktoria (Bonnier, 1989)
- Rosa Mayreder: Sexualitet och kultur (Wahlström & Widstrand, 1923)
- Abbé Prévost: Manon Lescaut (Wahlström & Widstrand, 1903)
- Clara Viebig: Vårt dagliga bröd (Fritze, 1905)

### Fotnoter
1. 1 2 3 4 5 6 7  Klara E Johanson, Svenskt biografiskt lexikon, Svenskt Biografiskt Lexikon-ID: 12123.[källa från Wikidata]
2. 1 2  Klara Elisabet Johanson 1875-10-06 — 1948-10-08 Litteraturkritiker, författare, journalist, Svenskt kvinnobiografiskt lexikon-id: KlaraJohanson, läst: 3 mars 2020.[källa från Wikidata]
3. 1 2  Halmstads kyrkoarkiv (Halland), Födelse- och dopböcker, SE/LLA/13138/C I/10 (1873-1888), bildid: 00129490_00078, sida 74, födelse- och dopbok, läs onlineläs online, läst: 26 september 2020.[källa från Wikidata]
4. ↑  Sveriges folkräkning 1900, Riksarkivet, läs onlineläs online, läst: 3 mars 2020.[källa från Wikidata]
5. 1 2  Klara Elisabet Johanson, Svenskt kvinnobiografiskt lexikon-id: KlaraJohanson, läst: 3 mars 2020.[källa från Wikidata]
6. ↑  Svenskt kvinnobiografiskt lexikon, Göteborgs universitet, ISBN 978-91-639-7594-3, Svenskt kvinnobiografiskt lexikon-id: EllenKleman, läs online.[källa från Wikidata]
7. ↑  ”Ulrika Knutson om Klara Johansons judehat. Expressen läst 13 maj 2023.”. https://www.expressen.se/kultur/ulrika-knutson/att-upptacka-hennes-judehat-ar-smartsamt/.
8. 1 2 3 4  Knutson (2004)
9. ↑  Burman (2007), s. 79-80
10. 1 2  Landquist
11. ↑  Carina Burman: K. J.: en biografi över Klara Johanson Bonnier, 2007i Google Books
12. ↑   Burman (2007), sid 303-305
13. ↑  Ulrika Knutsson, Kvinnor på gränsen till genombrott (2004)
14. ↑  Göran Åstrand: Känt och okänt på Stockholms kyrkogårdar (Ordalaget Bokförlag 1998), s. 166